# Max Pöschl
Max Pöschl (* 22. Februar 1909 in Pfaffenhofen an der Ilm; † 6. Juli 1990 in München) war ein deutscher Leichtathlet und Mediziner.

## Karriere
Max Pöschl gehörte als Sportler dem TSV 1860 München an, mit dem er 1934, 1936, 1937, 1938, 1947 und 1948 Mannschaftsmeister wurde. Bei den Deutschen Meisterschaften 1936 belegte er mit der 4-mal-400-Meter-Staffel den dritten Platz.  Elf Jahre später wurde er Vierter mit der 4-mal-100-Meter-Staffel. Von 1931 bis 1940 nahm Pöschl an drei offiziellen Länderkämpfen teil.
Pöschl spezialisierte sich nach Medizinstudium und Promotion auf die Sportmedizin und Radiologie. Er habilitierte mit einer Arbeit zum Röntgenschichtbild des Schädels. 1951 wurde er Privatdozent und 1957 Professor an der Ludwig-Maximilians-Universität München. Ab 1958 leitete er die Röntgenabteilung am Klinikum der LMU und nahm gleichzeitig einen Lehrauftrag für Sportmedizin wahr.